# Chocholouš obecný
Chocholouš obecný (Galerida cristata) je malý pěvec z čeledi skřivanovití. Do poloviny 20. století v ČR velmi hojný, v 21. století zaznamenán drastický úbytek.

## Taxonomie
Chocholouš obecný tvoří téměř 40 poddruhů, z nichž obecný název mají:
- Galerida cristata cristata (Linnaeus 1758) – chocholouš obecný evropský
- G. c. caucasica (Taczanowski 1877) – ch. o. kavkazský
- G. c. meridionalis (C. L. Brehm 1841) – ch. o. balkánský
- G. c. pallida (C. L. Brehm 1858) – ch. o. španělský[4]

## Popis
- Délka těla: 17–19 cm[2][4]
- rozpětí křídel: 34 cm
- hmotnost: 33–49 g[4]

Chocholouš obecný je o něco větší než vrabec domácí; je nepatrně větší než skřivan polní, jemuž se podobá, ale na hlavě má trochu větší chocholku než skřivan. Dlouhá špičatá chocholka je vidět v zadní části temene i složená (na rozdíl chocholky skřivana polního, která vidět není). Zobák je dlouhý a špičatý, dolní čelist je rovná. Ocas je poměrně krátký. Podobně jako ostatní skřivanovití není nápadně zbarvený. Svrchu je světle hnědý s tmavými skvrnkami, zespodu je špinavě bílý, s nápadnými skvrnkami na prsou. Na rozdíl od skřivana polního postrádá bílá pera na ocase. Zobák a končetiny má růžové. Sameček se zbarvením neliší od samičky.

## Hlas
Na jaře se ozývá z vyvýšeného místa nebo v letu. Nápadné je volání „díídidrrié“ nebo vábení „dluji“, které lze slyšet po celý rok. Zpívá za letu i na zemi.

## Rozšíření
Je rozšířený v Eurasii od Portugalska po severovýchodní Čínu a východní Indii a v celé severní části Afriky až po Nigérii.

## Výskyt v Česku
V ČR je stálým ptákem. O výskytu jsou zprávy již ze 14. století. Vyskytuje se především v nížinách až pahorkatinách; do hor nevystupoval nikdy příliš vysoko a v posledních letech z vyšších nadmořských výšek vymizel zcela. Patrný je ústup ze zemědělské krajiny; úplná závislost na urbánních biotopech jej v současnosti (2002) řadí mezi vysloveně synantropní druhy.
Ještě před několika lety[kdy?] patřil mezi poměrně hojné druhy, v současné době[kdy?] jeho početnost stále klesá a dle vyhlášky 395/1992 Sb. spadá mezi ohrožené druhy. Početní stav byl odhadován v období 1985–1989 na 1100–2200 hnízdících párů, v letech 2001–2003 na necelou polovinu, 500–1000 párů. Nejhojněji se nyní[kdy?] vyskytuje na střední a jižní Moravě.[zdroj?] I přes drastický úbytek je zařazen pouze do kategorie EN – ohrožený druh.

## Prostředí
Chocholouš obecný se vyskytuje jednotlivě nebo v párech. Vyhledává otevřené suché plochy s řídkým rostlinným porostem s pokryvností pod 50 %. Jsou jimi různá území zarůstající ruderální vegetací, např. rumiště, staveniště, železniční náspy, cvičiště, průmyslové čtvrti – tedy místa bez souvislé travní plochy – zejména v blízkosti lidských sídel. (Proces synantropizace začal přibližně před 50 lety a projevuje se i v zimě.) Častěji jej spatříme na zemi, kde se pohybuje drobnými krůčky.

## Hnízdění

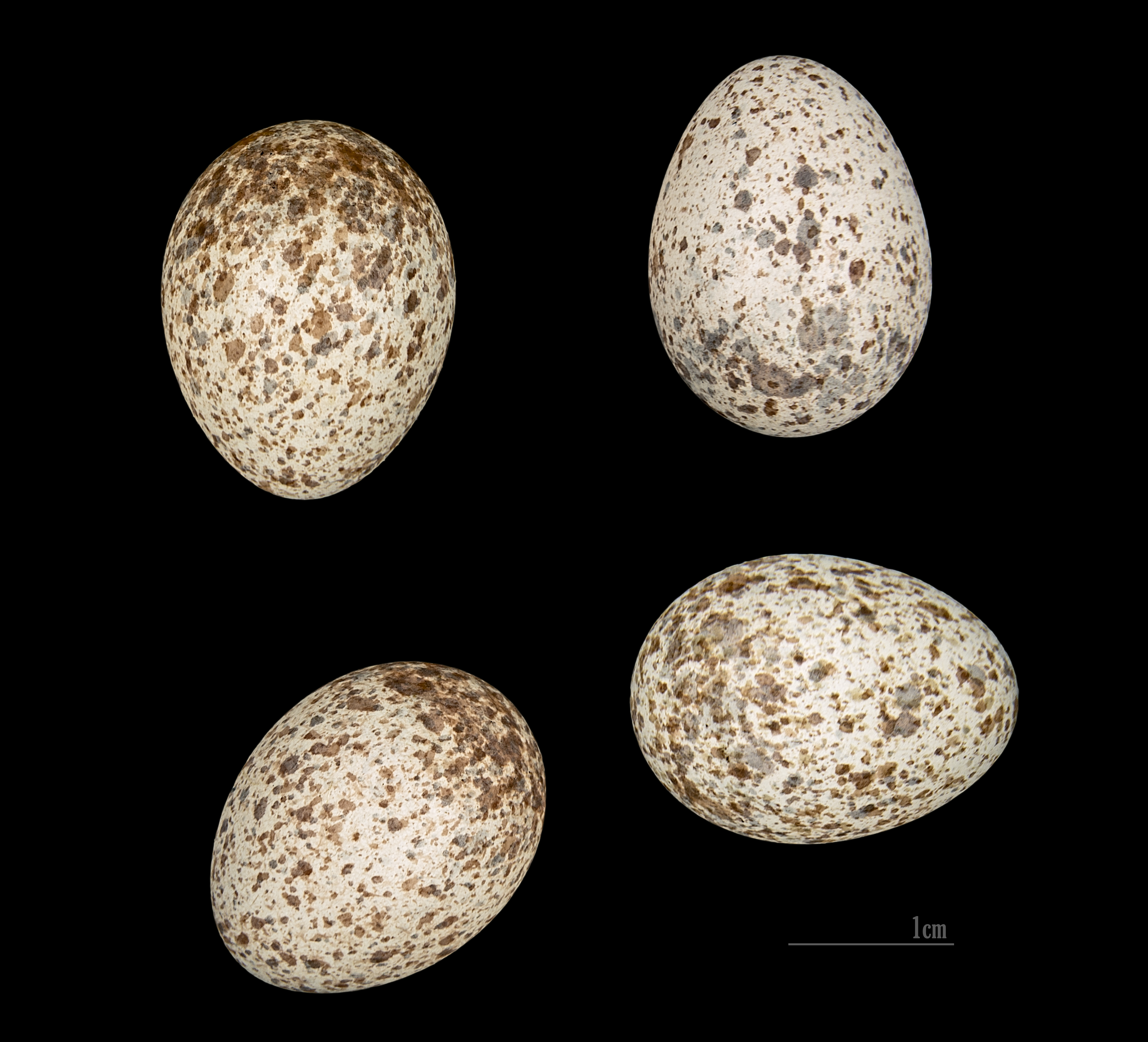
Vejce chocholouše obecného

Hnízdní revír obsazuje již v únoru, nejpozději v březnu. Hnízdí dvakrát do roka, od poloviny března do poloviny července. Hnízdo je umístěno na zemi v jamce, která je hluboká 7 cm a široká 13 cm a kterou vyhrabuje a vytlačuje samička.
Materiál tvoří vždy suché části rostlin (stébla, listy, kořínky), vystýlku jemnější rostlinné části, někdy i srst a pírka. Hnízdo staví jen samička, která se stavebním materiálem létá 20–40 m, přičemž samec ji doprovází. Stavba trvá 2–4 dny, ovšem někdy samička hnízdo přistavuje ještě při hnízdění či dokonce při krmení mláďat.
První vejce snese samička 3–5 dní po skončení stavby hnízda. Klade 3–5 (2–6) vajec velikosti 22,5 × 16,7 mm,; vejce snáší denně a sedět na nich začíná po snesení posledního vejce (při větší snůšce někdy již od snesení třetího). Sedí na nich jen ona, sameček ji hlídá a doprovází za potravou. O mláďata pečují oba rodiče – s potravou přilétají na dva až tři metry k hnízdu a zbytek dojdou. Doba sezení je 12–14 dní. Mladí, ještě nevzletní ptáci opouštějí hnízdo po 9–10 dnech, při vyrušení dokonce po šesti dnech. Krmeni mimo hnízdo jsou do stáří dvaceti dnů, přičemž ve stáří 14–16 dní již létají. Rodiny se drží pohromadě do srpna až října; poté se mladí ptáci sdružují do hejnka.

## Potrava
Potrava je rostlinná i živočišná podle potravní nabídky v daném období. Hlavní složkou potravy jsou semena (trav, plevelů, máku; kromě ovsa je nevylupuje), řidčeji požírá úkrojky zelených listů rostlin, ve městech i odpadky rostlinného původu (chléb). Z živočichů jsou to drobní bezobratlí, zejména hmyz a jeho vývojová stadia (brouci, dvoukřídlí, motýli, rovnokřídlí, blanokřídlí, ploštice, pošvatky), pavouci a žížaly (Lumbricidae). Mláďata krmí drobnými bezobratlými živočichy. Potravu sbírá ze země, kterou rozhrnuje zobákem až do hloubky 2 cm; občas chytne i pomalu a nízko letící hmyz.

## České pojmenování
Z hlediska doby vzniku je jméno chocholouš české, předobrozenecké.
Jméno chocholouše vzniklo podle jeho vzhledu, resp. tělesného znaku – podle vztyčených pírek na hlavě, která tvoří chocholku. Slovo chochol mělo původně podobu *kocholъ a počáteční k- buď zůstalo (moravské kochulka je chocholka), nebo podlehlo změnám a změnilo se např. na ch- (chocholouš).
Nářeční jména pro chocholouše jsou např. chocholoušek, lašsky chocholuš, pepíš, pepíška, pipíška (jméno vychází ze slovesa pípat, je tedy onomatopoické, podle vysokého hlásku ptáka), dále hanácké a chodské trpělka, trpílka, trapilka, východomoravské trpěłka (u Kopřivnice), moravské trpinka a trpilka (samička chocholouše), trpil (samec). Jméno mohlo být na chocholouše přeneseno později, označovalo skřivana, nebo tak mohli být nazýváni oba ptáci. Jméno bylo utvořeno z citoslovce dyrli, podle něhož byl skřivan nazýván drlice, chocholouš nazýván drlicě. Citoslovce mohlo být reprodukováno i jako tirpi „trpím“ (odtud interpretace chocholoušova hlasu jako trpím) a na základě lidové etymologie pak bylo jméno změněno na trpělka (je u nás celou zimu, během níž trpí). Na základě toho vzniklo lidové přirovnání „trp jak ten ftáček trpělka“. Moravské drdołka vzniklo podle chocholky na hlavě. Úsloví související s moravským trpěłka: „Trpěla, až jí drdołka narostla.“ Jungmann uvádí pepich, pepiška = trpělka (Alauda cristata). Kněžourek uvádí lidová jména chocholka, chocholoušek, skřivan chocholatý, kotulka, trpělka. Nepotvrzená lidová jména pro chocholouše jsou bábička, hlušiček.
Od základu chochol existuje více lidových jmen a označují různé ptáky, kteří mají na hlavě chocholku, např. brkoslav = chocholáč, chocholouš, chocholoušek, chocholuše; dudek = chocholouček, chocholoušek; polák chocholačka (Aythya nyroca) = chocholačka; slučka malá (Lymnocryptes minimus) = chocholouš; sýkora parukářka (Parus cristatus) = chocholata, chocholka.
Starší označení pro chocholouše obecného trpělka (viz) použil Vilém Mrštík v románu Zumři.

### Videa
- TOMANOVÁ, Miroslava. Chocholouš 18/5/2013_2. In: Youtube [online]. Publikováno 28. 1. 2014 [cit. 19. 2. 2019] 0:15 [min.] Dostupné z: https://www.youtube.com/watch?v=kh-w-6t5LSA [Též hlasový projev.]
- hlasy ptáků. Chocholouš obecný Galerida cristata. In: Youtube [online]. Publikováno 9. 11. 2016 [cit. 19. 2. 2019] 1:11 [min.] Dostupné z: https://www.youtube.com/watch?v=ikmhpF0AAeE [Hlasový projev.]
- MEZULIAN, Jiří. Chocholouš obecný (Galerida cristata), Haubenlerche, Crested lark. Maďarsko 7. 10. 2018. In: Youtube [online]. Publikováno 11. 10. 2018 [cit. 19. 2. 2019] 0:54 [min.] Dostupné z: https://www.youtube.com/watch?v=bc9Bxso-Xh4
- PAVLÁČEK, Miloslav. Chocholouš obecný – Galerida cristata, Strážnice. In: Youtube [online]. Publikováno 27. 12. 2018 [cit. 19. 2. 2019] 1:27 [min.] Dostupné z: https://www.youtube.com/watch?v=m3OR6ICLMrs
- KAČÍRKOVÁ, Jarmila. Chocholouš obecný (Galerida cristata) Břeclav, ČR, 26. 5. 2016. In: Youtube [online]. Publikováno 4. 3. 2018 [cit. 19. 2. 2019] 1:13 [min.] Dostupné z: https://www.youtube.com/watch?v=58pxh_WFtg4 [Též hlasový projev.]
- LEGAT, Jakub. Chocholouš obecný (Galerida cristata), 9. 2. 2017 – polní hnojiště u Vyšehořovic [PY]. Publikováno 9. 2. 2017 [cit. 19. 2. 2019] 2:08 [min.] Dostupné z: https://www.youtube.com/watch?v=RODE4DaJvQQ
- MOS ČSO. Chocholouš obecný Galerida cristata Crested Lark. Přerov, Czech Republic 9. 11. 2003. In: Youtube [online]. Publikováno 3. 2. 2012 [cit. 19. 2. 2019] 2:15 [min.] Dostupné z: https://www.youtube.com/watch?v=DJ_xKGfAsnA
- KAČÍRKOVÁ, Jarmila. Chocholouš obecný, Galerida cristata, Crested Lark, Haubenlerche, Cogujada conún. In: Youtube [online]. Publikováno 8. 10. 2018 [cit. 19. 2. 2019] 3:04 [min.] Dostupné z: https://www.youtube.com/watch?v=1M6kSjsChVs (… natáčení probíhalo na okraji areálu, kde zrovna byla Dražba býků uherského stepního skotu. Proto v pozadí je slyšet lidový zpěv a hudba z aukce býků.) [Též hlasový projev.]
- moishco. galerida cristata song [sic!]. In: Youtube [online]. Publikováno 20. 4. 2014 [cit. 19. 2. 2019] 2:36 [min.] Dostupné z: https://www.youtube.com/watch?v=k9NKbWLa0GA [Též hlasový projev; nelokalizováno.]